# 그것은 흩날리는 벚꽃처럼
그것은 흩날리는 벚꽃처럼(それは舞い散る桜のように 소레와 마이치루 사쿠라노요우니[*])은 BasiL에서 제작한 컴퓨터 미소녀 게임으로, 원제를 줄여서 소레치루(それ散る)라고도 한다. 일명 '분홍마약'으로 불리며, 화이트 앨범 (비디오 게임)(일명 백색마약)과 더불어 미소녀 게임계의 2대 마약으로 칭하는 사람들도 있다.
2003년 아르카디아 스튜디오라는 한글화 팀에서 이 게임의 한글 패치를 제작·배포하였다. 제작사의 허가를 받지 않은 비공식 한글 패치였지만, 완성도가 높아 대한민국 국내에서 상당한 인기를 끌었다. 이 인기는 후에 바질 소프트에서 나온 스탭들이 만든 Navel사 게임들에 대한 인기로 연결되었다.
후속작으로 '그래도 빛나는 밤하늘처럼(けれど輝く夜空のような)'이 예정되어 있었으나 제작사의 경영 상황이 악화되어 수년간 진행되지 않고 있었다. 최근 2008년에 BasiL이 부활함에 따라 후속작이 나올 가능성이 높아졌다.
원래 Navel로 넘어간 이 게임의 시나리오 라이터 오쟈쿠손이 이 게임의 후속 시나리오를 쓰려고 했으나, 제작사인 BasiL이 완전히 해체된 상태가 아니라 경영 중지 상태였으므로 쓰지 못했다.

## 줄거리
주인공인 마이토는 부모의 형편에 의해 사쿠라자카시를 떠나 홋카이도에서 살고 있었다. 그러나, 어릴 적에 살고 있던 거리를 무의식 중에 그리워했는지, 진학처를 사쿠라자카시로 선택한다. 시시한 것을 서로 말할 수 있는 친구, 홋카이도로부터 뒤쫓아 온 소꿉친구, 전교생 동경의 미소녀, 가정적인 이웃 등에 둘러싸인 날들을 살고 있던 그는 사소한 계기로 한 명의 소녀를 사랑하게 된다.
그리고 이야기는 이어지기 시작한다…….

## 등장인물
※성우 표기⇒무인/완전판 ※주석없는 경우는 이 차례

### 메인 캐릭터
사쿠라이 마이토 (일본어: 桜井 舞人) 성우 - 보이스 없음 / ほうでん亭ノドガシラ
게임의 주인공. 무대가 되는 사쿠라자카시에 있는 사쿠라자카 학원의 2학년으로 어쩌다가 학급위원장이 된다. 어린시절 사쿠라자카시에 살고 있었지만 이사해, 홋카이도 시즈나이에 갔었다. 그 후 수험을 쳐서 사쿠라자카시에 또 돌아와 현재는 사쿠라 아파트에서 독신 생활을 하고 있다.가족구성은 어머니가 한 명 있다. 언뜻 다가가기 쉽게 보이는 성격을 하고 있지만, 자신의 내면으로 깊게 들어오는 것을 거절하고 있어 친구는 적다. 한편으로 친한 상대가 되면 불손한 태도를 취하거나 냉소적인 대화를 한다. 그러나 그것은 상대에게 기분을 허락한 증거이며, 사실은 마음이 약한 자신의 성격을 보이지 않게 하기 위한 방어 수단이기도 하다. 그와 같은 성격이기 때문에 연애에는 흥미가 적고, 야마히코에게 '연애부정학급'이라고 불린다. 명문인 사쿠라자카 학원에 들어가기 위해 맹공부했지만 그 반동으로 현재는 공부하지 않게되어, 현재의 성적은 나쁘다. 그러나 왜일까 진학학급인 특 A에 진급했다. 요리도 할 수 없지는 않지만 뒷처리가 귀찮기 때문에 지금은 하지 않고 있다.
호시자키 노조미 (일본어: 星崎 希望) 성우 - 사사 루미코
이 게임의 히로인의 한 명. 사쿠라자카 학원의 2학년.진급과 함께 마이토의 클래스메이트가 된다. 용모수려에다 밝고 사교적인 성격을 하고 있기 때문에「학원의 프린세스」라고 불리는 인기인이지만 본인은 자각하고 있지 않다. 클래스 메이트인 츠바사와 사이가 좋아져「좀미」라고 하는 애칭으로 불리게 된다. [나가사와]라는 전통과자집에서 아르바이트를 하고 있다. "있을 수 없어!"라는 말을 자주 한다. 마이토와는 1년 전 임원회의 때 처음 만났다고 생각하고 있지만... 가족구성은 아버지, 어머니와 조모가 있다.
유키무라 코마치 (일본어: 雪村 小町) 성우 - 쿠죠 시노 / 동일(다만, 일부 숍에서 배포된 특전 드라마 CD만 쿠사야나기 쥰코)
이 게임의 히로인의 한 명.사쿠라자카 학원의 1학년. 마이토가 어릴 적 시즈나이에 있었을 무렵의 소꿉친구로 유키무라 세탁소의 막내딸. 마이토를 동경해 뒤쫓아 사쿠라자카 학원에 입학, 집도 같은「사쿠라아파트」에 이사했다. 성격은, 마이토와 알게 된 당시는 매우 내성적이었지만 , 지금은 밝고 자주 농담을 해 마이토의 태클을 주고받고 있다. 같은 아파트의 거주자 아오바와도 사이 좋게 쇼핑이나 요리를 함께 하거나 한다. 또 햄버거 숍에서 아르바이트를 하고 용돈을 벌고 있다. 가족구성은 아버지, 어머니, 언니가 두 명이다.
야에가시 츠바사 (일본어: 八重樫 つばさ) 성우 - 쿠시비키 에리
이 게임의 히로인의 한 명. 사쿠라자카 학원의 2학년. 부위원장이다. 마이토와는 1학년으로부터의 클래스메이트이며 지긋지긋한 관계. 성적도 학원에서 1, 2위를 다툴 정도의 수재. 상당히 쿨한 성격이며 마이토의 파이어 월과 비슷한 연애혐오 감정을 가지고 있어서 친구 이상의 관계를 만드는 것을 극도로 꺼려한다. 제복이 귀엽다는 이유로 찻집 '샤를마뉴'에서 일하고 있다.
사토미 코다마 (일본어: 里見 こだま) 성우 - 타카야마 사키
이 게임의 히로인의 한 명. 3학년으로 마이토의 1년 선배. 문예부 부원. 선배임에도 불구하고 외모는 중학생 정도로 보인다. 자신은 그것을 인정하지 않고 어른스럽게 보이길 원하는 듯하다. 아동문학을 동경하고 있고 직접 쓰고 있기도 하다. 문예부 부장 히카리와는 휴일에 같이 놀 만큼 사이가 좋고, 다른 문예 부원에게서는 마스코트 캐릭터로서 귀여움받고 있다. 가족은 남동생이 있다. 역전의 서점에서 아르바이트 하고 있기도 하다.
모리 아오바 (일본어: 森 青葉) 성우 - 쿠스노키 마리
이 게임의 히로인의 한 명. 경성여중학원의 3학년. 마이토의 아파트의 이웃으로 마이토를「오빠」라고 부르고 있다. 온후하고 마음이 편안한 성격이지만, 부친의 영향을 받은 부분이 보인다. 부녀 가정으로 부친은 자주 출장하고 있어 혼자서 집보기하고 있는 것이 대부분, 부친이 돌아오면 잘 응석부리고 있다. 성적이나 운동은 할 수 없지만, 취사, 세탁, 요리등의 가사 전반을 좋아하고 매우 능숙. 마이토를 일으키러 가거나 아침밥을 만들어 주는 등으로 돌보고 있다. 같은 학교의 세리자와 카구라와는 친구. 같은 아파트에 이사해 온 코마치를「언니」라고 부른다.

### 완전판으로 메인에 승격한 캐릭터
유우키 히카리 (일본어: 結城 ひかり) 성우 - 쿠스노키 마리 / 카와시마 리노
문예부 부장. 그녀의 남성혐오는 마이토와 야미히코의 장난스러운 문예부 가입에서부터 시작한다. 마이토가 문예부 유령부원인 걸 알고 있지만 눈감아 준다. 마이토의 농담을 정석적으로 받아치는 몇 안되는 인재. 마이토는 '아마조네스'라고 부르고 있다.
세리자와 카구라 (일본어: 芹沢 かぐら) 성우 - 이하라 사키 / 미루
아오바의 같은 학교 친구로써 자주 같이 어울린다. 빈약한 가슴이 컴플렉스.

### 서브 캐릭터
사가라 야마히코 (일본어: 相良 山彦) 성우 - 青川輝
마키시마 무기베 (일본어: 牧島 麦兵衛) 성우 - 아니야 히로키
아사마 야타로 (일본어: 浅間 弥太郎) 성우 - 이마다 테츠오
타니카와 코우키 (일본어: 谷河 浩暉) 성우 - 이마다 테츠오
사에키 카즈미 (일본어: 佐伯 和観) 성우 - 이하라 사키
사에키 카즈토 (일본어: 佐伯 和人) 성우 - 쿠죠 시노
마이토의 어머니의 후배 사에키 카즈미씨의 외동 아들. 에이, 미즈네, 츠바키 무리와 다니며, 주인공에게 결정적 충고까지 주는 존재.
미나즈키 에이 (일본어: 水無月 瑛) 성우 - 쿠시비키 에리
카즈토의 여자 친구. 보기엔 명랑하기만 한 꼬마지만, 그녀의 펀치는 놀라운 따름이다.
카와하라 미즈네 (일본어: 川原 瑞音) 성우 - 사사 루미코
에이와 마찬가지로 카즈토의 여자친구. 에이 와는 정 반대의 성격으로 나이에 맞지 않게 아가씨 같은 차분함을 같고 있다. 코다마와 함께 아동문학 애호가.
이쿠하라 이쿠나 (일본어: 郁原 郁奈) 성우 - 토리이 카논
야에가시 츠바사의 동생으로 엄청난 길치이다. 츠바사가 '이쿠이쿠'라고도 부른다.
에미 츠바키 (일본어: 恵美 椿)
다른 두사람(에이, 미즈네)와 마찬가지로 카즈토의 여자친구. 마이토의 특매 세일로 산 계란들을 두 번이나 하늘로 보냈다.(?) 사쿠라자카로 전학 오며, 친구도 없이 홀로 지내려 하나, 카즈토의 설득으로 친구가 된 것 같은 존재다.
오우카 (일본어: 桜香) 성우 - 토리이 카논 / 키무라 아야카
마이토가 벚꽃나무의 언덕에서 만난 정체 불명의 소녀. 인간과의 접촉을 거의 하지 않고 있었으나, 사랑하고 있다면 그것이 덧없든 허무하든 지금 이 순간에 최선을 다 할 수밖에 없다는 마이토의 의지에 설득당한다.
아사히 (일본어: 朝陽)
오우카와 함께 벚꽃나무의 언덕에 모습을 보이는 비관적이고 부정적인 성격의 소년. 인간의 관계가 덧없다고 믿고 있으며 그것은 결국 파국으로 이어질거라고 예언한다.

## 스탭
- 캐릭터 디자인·원화: 니시마타 아오이
- 시나리오: 오쟈쿠손·아고바리아
- 음악: 앗쵸리케·内藤侑史·coldhand·山田和裕
  - 오프닝 곡 『days』
    - 작사：BasiL 작곡:앗쵸리케 노래:2G70

  - 엔딩 곡 『dear』
    - 작사:BasiL 작곡:coldhand 노래:Nori

  - 삽입곡 『beloved ~벚꽃의 저편~(〜桜の彼方へ〜)』
    - 작사:BasiL 작곡:内藤侑史 노래:spanky

  - 본편 미사용곡 『style』
    - 작사:BasiL 작곡:内藤侑史 노래:YURIA

  - 완전판 오프닝 곡 『principle』
    - 작사:master 작곡:内藤侑史 編曲：内藤侑史&山田屋カズ 노래:Riryka

  - 완전판 엔딩 곡 『evolution』
    - 작사:山田屋カズ 작곡:内藤侑史 편곡:山田屋カズ 노래:monet

  - 완전판 삽입곡 『beautiful flavors』
    - 작사:master 작곡:内藤侑史 편곡:内藤侑史 노래:UR@N

## 주제가
오프닝 테마 〈days〉
작사: BasiL, 작곡: 앗쵸리케, 노래: 2G70
엔딩 테마 〈dear〉
작사: BasiL, 작곡: coldhand, 노래: Nori

## 삽입곡
〈beloved~벚꽃의 저 편에~〉
작사: BasiL, 작곡: 内藤侑史, 노래: spanky
〈style〉
작사: BasiL, 작곡: 内藤侑史 노래: YURIA